# Waki Hiroki
Hiroki Waki (sinh ngày 20 tháng 2 năm 1993) là một cầu thủ bóng đá người Nhật Bản.

## Sự nghiệp câu lạc bộ
Hiroki Waki đã từng chơi cho Amitie SC Kyoto và Fujieda MYFC.